# Stein zu Nord- und Ostheim

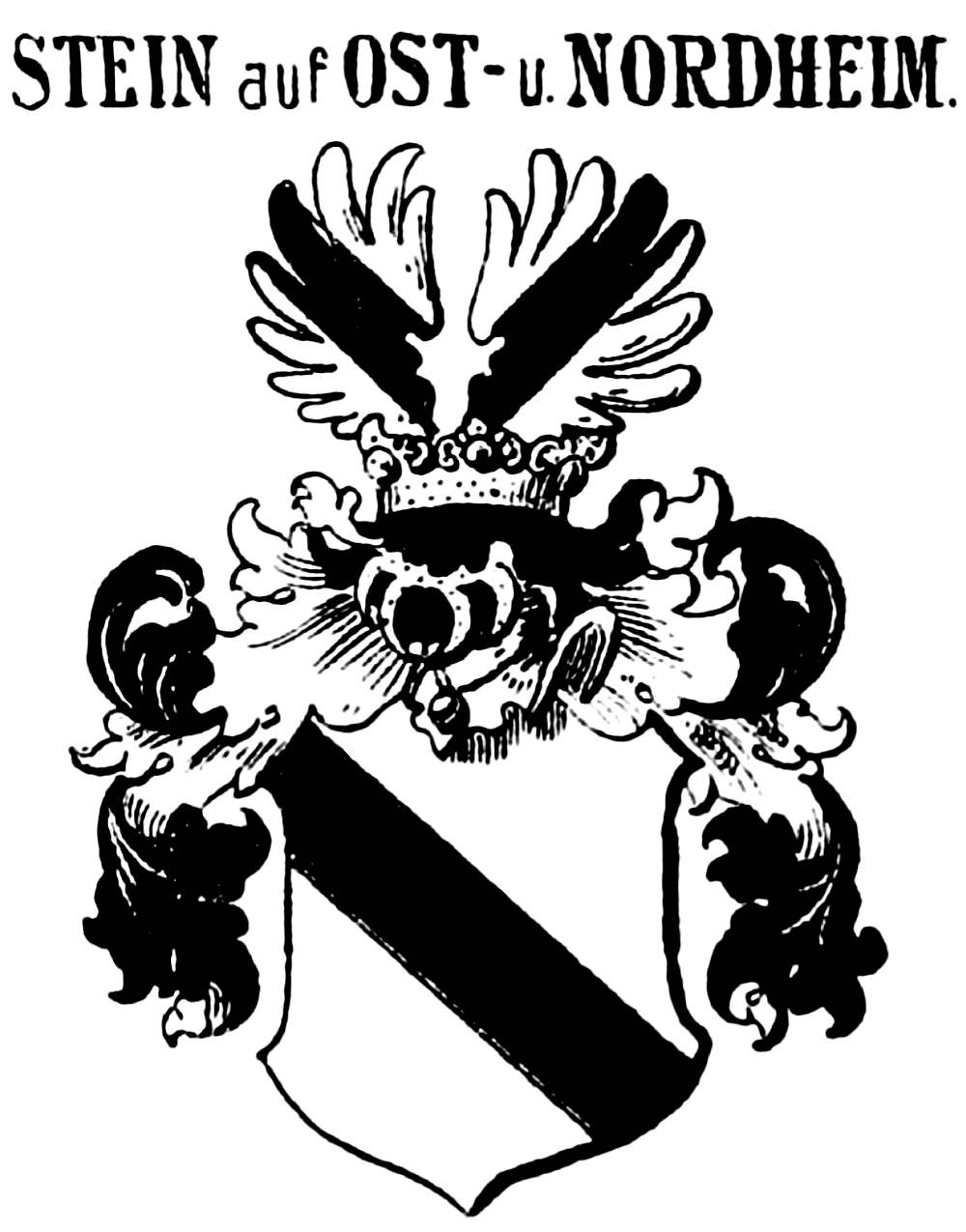
Wappen derer von Stein auf Ost- u. Nordheim in Siebmachers Wappenbüchern

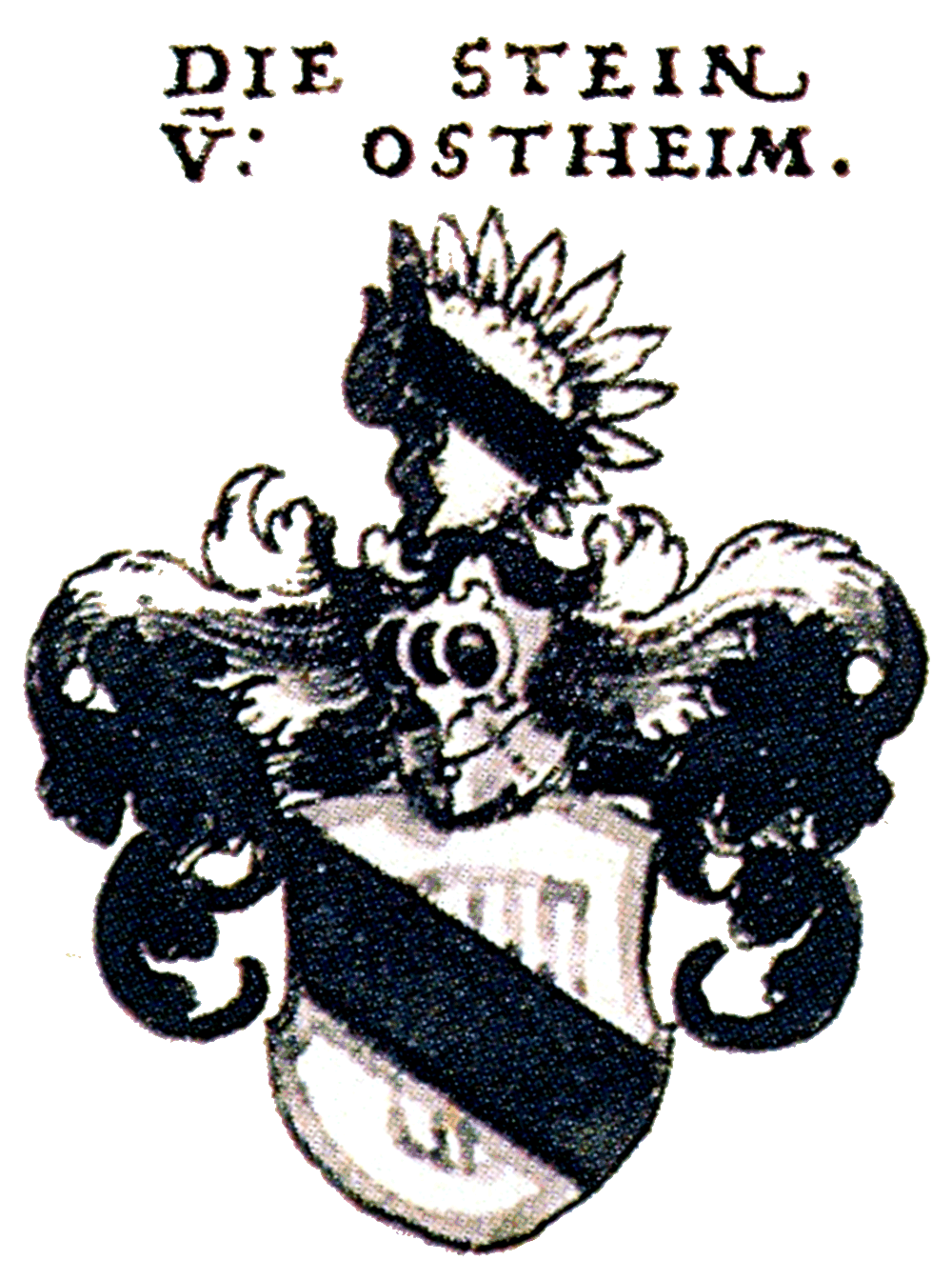
Wappen in Siebmachers Wappenbuch von 1605, hier korrekt gespiegelt

Die Familie von Stein zu Nord- und Ostheim ist ein fränkisches Uradelsgeschlecht, das seine Stammreihe mit den Brüdern Kyseling und Siegfried vom Stein 1273 beginnt, die beide Ministerialen der Bischöfe von Würzburg waren.

## Geschichte
Die von Stein zu Nord- und Ostheim waren Vögte von Mellrichstadt. Als Afterlehen der Grafen von Henneberg, hier Ritter Siegfried von Stein, Meiningen 1860 waren sie bis 1583 Vizeburggrafen von Würzburg. Die Familie war Mitglied der Kantone Gebürg und Rhön-Werra der Fränkischen Reichsritterschaft. Am 3. Juli 1669 wurde Carl v. Stein (1626–1675), Kanzler des Markgrafen von Bayreuth, in den Reichsfreiherrenstand erhoben und seit 1727 gehörte das Geschlecht zur Burgmannschaft der Reichsburg Friedberg. 1830 wurde das Geschlecht in die Adelige Ganerbschaft des Hauses Alten-Limburg aufgenommen.
Die Familie war in Franken und Thüringen reich begütert. Zu ihrem Besitz zählten die Rittergüter Nordheim im Grabfeld, Völkershausen, Roßrieth und Sands in Unterfranken, sowie Berkach, Schwickershausen, Debertshausen, Hof Ruppers in Thüringen. Weiterhin war der Ort Rappershausen im unterfränkischen Grabfeld zeitweise in ihrem Besitz. Die Thüringer Besitzungen wurden 1945 im Zuge der Bodenreform in der damaligen Sowjetischen Besatzungszone entschädigungslos enteignet.
Epitaphe befinden sich von Christoph von Stein in der Kirche von Ostheim und der Katharina von Stein in der Kirche von Bibra.
Nach Cord Ulrichs soll die Familie stammesverwandt sein mit den fränkischen Stein zu Altenstein.

## Wappen
Blasonierung: In Silber ein schwarzer Schrägrechtsbalken; auf dem Helm mit schwarz-silbernen Decken ein mit dem Balken schräg-auswärts belegter offener Flug.

## Bekannte Namensträger
- Hertnid von Stein (* um 1427; † 1491), Diplomat, Bamberger Domherr und Kunstmäzen
- Caspar von Stein (1590–1632), Ritterhauptmann und Gesandter der Fränkischen Reichsritterschaft, Kgl. Schwedischer Geheimer Rat und Landrichter zu Franken
- Carl von Stein (1626–1675), Kanzler zu Bayreuth
- Erdmann Freiherr von Stein zu Nord- und Ostheim (1662–1739), markgräfl.-bayreuther Oberhofmeister und Premierminister
- Carl von Stein zu Nord- und Ostheim (1673–1733), Kurmainzischer Premierminister, Statthalter der Ballei Hessen des Deutschen Ordens, Landkomtur von Thüringen (1731–1733)
- Dietrich Freiherr von Stein zu Nord- und Ostheim (1741–1803), Kaiserl. Wirklicher Rat, Regimentsburgmann der Reichsburg Friedberg in der Wetterau
- Friedrich Georg von Stein (1769–1851), Offizier und Gutsbesitzer
- Dietrich Freiherr von Stein zu Nord- und Ostheim (1793–1867), Staatsminister in Sachsen-Coburg
- Otto von Stein zu Nord- und Ostheim (1854–1915), preußischer Generalleutnant
- Heinrich Eduard Karl Freiherr von Stein zu Nord- und Ostheim (1857–1887) deutscher Philosoph, Pädagoge und Publizist
- Hermann Freiherr von Stein zu Nord- und Ostheim (1859–1928), Bayr. General der Artillerie, Träger des Ordens Pour le Mérite
- Hans Karl von Stein zu Nord- und Ostheim (1867–1942), deutscher Politiker und Staatssekretär im Reichswirtschaftsamt
- Adelheid von Stein zu Nord- und Ostheim (1870–1960), Pröpstin des v. Cronstett- und v. Hynspergischen ev. Damenstifts in Frankfurt am Main
- Etty von Stein zu Nord- und Ostheim (1872–1944), verh. HadjiLazaro, langjährige Vorsitzende eines Hilfsvereins zur Versorgung von Kindern und Flüchtlingen in Thessaloniki
- Wilhelm Freiherr von Stein zu Nord- und Ostheim (1887–1936), Plantagenbesitzer in Angola[5]
- Vera (Veronika) von Stein zu Nord- und Ostheim (1887–1967), Trägerin des griech. Rot-Kreuz-Ordens

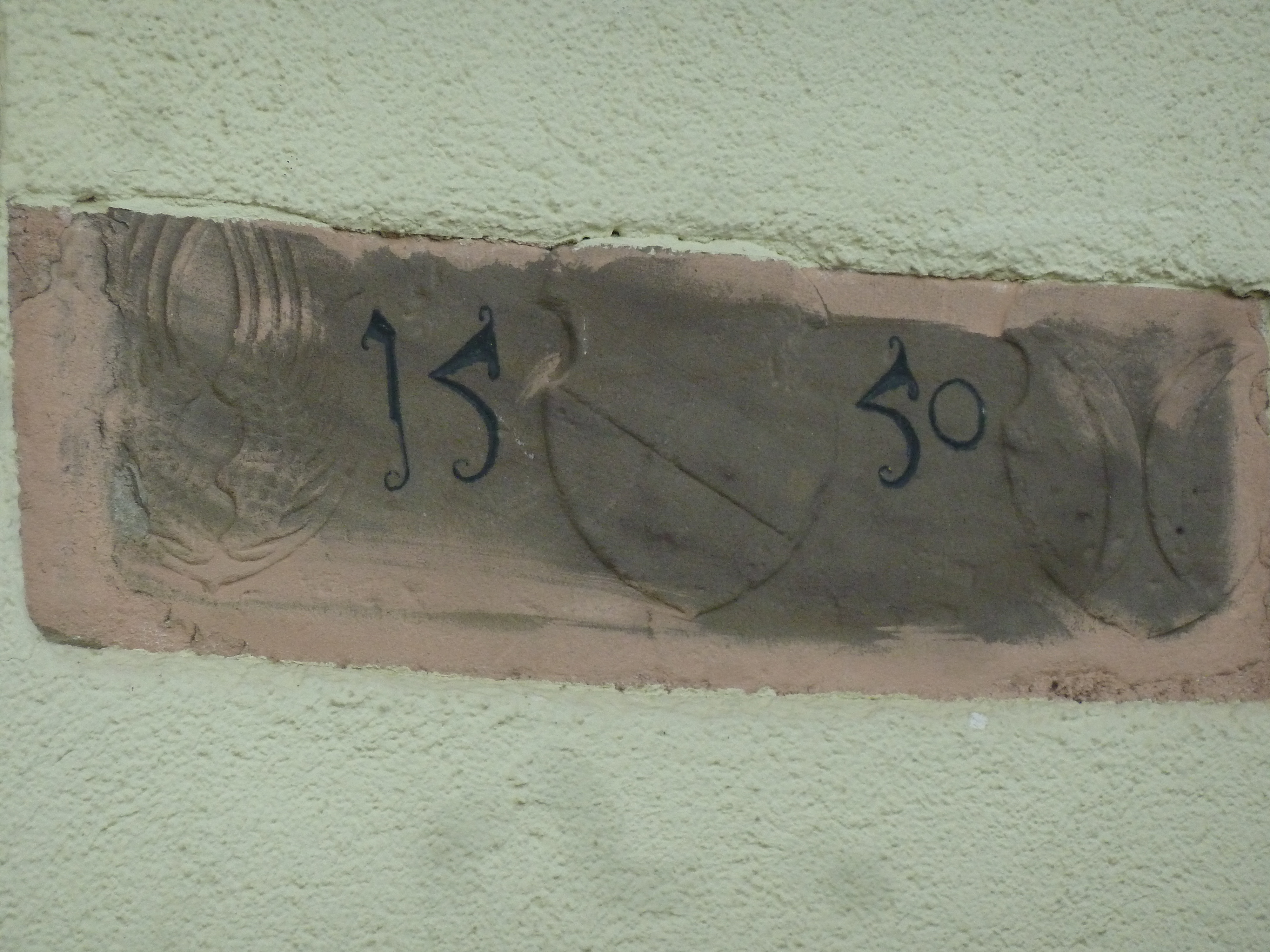
Ganerbenstein von 1550 in Rannungen, mittig das Stein’sche Wappen

## Weitere Literatur
- Christine Rillig: Leben im Orient. Salonique/Turquie - Thessaloniki/Griechenland 1896 - 1932. In Briefen erzählt von Etty HadjiLazaro geb. Freiin von Stein zu Nord- und Ostheim,  Verlag Bernhard Albert Greiner. BAG, Grenzach-Wyhlen 2023. ISBN 978-3-86705-090-6.